# Новостепановка (Донецкая область)
Новостепановка (укр. Новостепанівка) — село в Александровской поселковой общине Краматорского района Донецкой области Украины.

## Общие сведения
Население по переписи 2001 года составляло 270 человек. Почтовый индекс — 84040. Телефонный код — 6269.